# Fountain L. Thompson

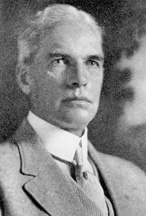
Fountain L. Thompson

Fountain Land Thompson (* 18. November 1854 bei Scottville, Macoupin County, Illinois; † 4. Februar 1942 in Los Angeles) war ein US-amerikanischer Politiker (Demokratische Partei), der den Bundesstaat North Dakota im US-Senat vertrat.
Der in der Nähe von Scottville geborene Thompson zog 1865 mit seiner Familie nach Girard, wo er die öffentlichen Schulen besuchte und die Rechte studierte. Zwar wurde er in die Anwaltskammer aufgenommen, arbeitete aber praktisch nicht in diesem Beruf. Stattdessen betätigte er sich auf kaufmännischem Gebiet; zudem gehörte er der Regierung des Macoupin County (Board of supervisors) an.
1888 zog er ins Dakota-Territorium und siedelte sich auf einer Farm in der Nähe der Stadt Cando an. Von 1890 bis 1894 war er Richter am Gerichtshof des Towner County. Überdies war Thompson im Immobiliengeschäft, im Bankgewerbe und in der Landwirtschaft tätig; zudem fungierte er als Direktor einer Schule. In Cando war er zunächst Beigeordneter, ehe er dort das Amt des Bürgermeisters übernahm.
Nach dem Tod von US-Senator Martin N. Johnson wurde Fountain Thompson zu dessen Nachfolger bestimmt. Er nahm sein Mandat in Washington am 10. November 1909 auf, erklärte aber bereits am 31. Januar 1910 seinen Rücktritt.
Nach dem Ende seiner kurzen politischen Laufbahn nahm Thompson seine geschäftlichen Aktivitäten in Cando wieder auf, ehe er 1921 in den Ruhestand ging. Er lebte danach in Los Angeles, wo er 1942 im Alter von 87 Jahren verstarb. Bis dahin war er der älteste noch lebende US-Senator gewesen.